# Хуан де Рандаццо
Хуан де Рандаццо (ісп. Juan de Sicilia, італ. Giovanni di Randazzo; 1317 — 3 квітня 1348) — регент Сицилії у 1342—1355 роках, 10-й герцог Афінський і Неопатрії в 1338—1348 роках (як Жан II).

## Життєпис
Походив з Барселонської династії. П'ятий син Фредеріка II, короля Сицилії, і Елеонори, доньки Карла II, короля Неаполю. Народився 1317 року в Катаньї. Замолоду отримав титул герцога Рандаццо.
1337 року після сходження на трон його старшого брата Педро II активно брав участь в інтригах, користуючись протистоянням короля впливовим сицилійським родам Вентімілья, Паліцці, Антіок'я і К'ярамонте. Деякий час підтримував род Паліцці.
1338 року після смерті брата Вільгельма став герцогом Афін і Неопатрії. Проте не вирушив до нового володіння, залишившись на Сицилії, оскільки в цей час почалися заворушення серед сицилійської знатті, а 1339 року — війна з Неаполітанським королівством. У війні з неаполітанцями відзначився при захоплені Ліпарських островів.
У 1340 році Хуан набув найбільшої потуги в королівстві. 1342 року після смерті Педро II разом з удовою останнього Єлизаветою став регентом при небожеві Людовику I. Наказав перевести молодого короля до власного міста Рандаццо. Намагався зберігати мир в країні, хоча і віддавав перевагу каталонський шляхті перед сицилійською знаттю.
У 1347 році герцог Рандаццо від імені короля уклав мирний договір (угода в Катаньї) з Неаполітанським королівством, яким було підтверджено самостійність королівства Тринакрія. При цьому папа римський Климент VI повинен був щорічно отримувати 3 тис. унцій золота. Проте цю угоду не затвердили кортеси в Палермо.
У 1348 році на прохання каталонців з афінського герцогства вирушив здійснити похід до Балкан, оскільки його володінням там загрожували Сербія і Візантія. Втім невдовзі відчув себе погано через напад подагри, поїхавши лікуватися до Міло. Після полегшення вирішив відновити підготовку до афінської кампанії, але помер під час епідемії чуми. Поховано в кафедральному соборі Катаньї. Йому спадкував син Фредерік.

## Родина
Дружина — Чезарія, донька П'єтро ді Ланціа, графа Кастальнасети
Діти:
- Фредерік (1340—1355), герцог Афін і Неопатрії
- Елеонора (1346—1405), дружина Вільгельма II де Перальта, графа Кальтабеллотти
- Констанца